# Nikolity (Dojran)
Nikolity (macedónul: Николиќ) település Észak-Macedóniában, a Délkeleti körzet Dojrani járásában.

## Népesség
| Lakosok száma | 320  | 343  | 427  | 470  | 521  | 540  | 529  | 541  | 520  |
|               | 1948 | 1953 | 1961 | 1971 | 1981 | 1991 | 1994 | 2002 | 2021 |

2002-ben 541 lakosa volt, akik közül 518 macedón, 22 szerb és 1 egyéb nemzetiségű.